# أليسيو فيولا
أليسيو فيولا (بالإيطالية: Alessio Viola)‏ هو لاعب كرة قدم إيطالي في مركز الهجوم، ولد في 26 ديسمبر 1990 في اوبيدو ماميرتينا في إيطاليا. شارك مع منتخب إيطاليا تحت 16 سنة لكرة القدم ومنتخب إيطاليا تحت 17 سنة لكرة القدم. أما مع النوادي، فقد لعب مع نادي بينيفينتو ونادي ريجينا ونادي فروسينوني ونادي فوجيا ونادي كاربي ونادي مونزا.

## وصلات خارجية
- أليسيو فيولا على موقع قاعدة بيانات كرة القدم.إي يو (الإنجليزية)
- أليسيو فيولا على موقع Soccerway.com (الإنجليزية)